# مطار روما شيامبينو
مطار روما شيامبينو (بالإيطالية: Aeroporto Internazionale di Roma–Ciampino "G. B. Pastine")‏(إياتا: CIA، إيكاو: LIRA) هو مطار دولي، وهو الثاني بعد مطار ليوناردو دافنشي الدولي لخدمة مدينة روما عاصمة إيطاليا، يبعد المطار حوالي 12 كلم عن وسط مدينة روما، وأهم الشركات التي تشتغل به حالياً هي شركات الطيران المنخفضة التكلفة.

## تاريخ
إفتتح المطار عام 1916 وبهذا يصبح واحداً من أقدم المطارات بالعالم التي لازالت في الخدمة، وقد كان يُعتبر المطار الرئيسي لمدينة روما إلى غاية 1960 ليترك الرتبة الأولى لمطار ليوناردو دافنشي الدولي.

## شركات الطيران والوجهات

### الركاب
تقوم شركات الطيران التالية بتسيير رحلات منتظمة وموسمية وعارضة من وإلى مطار روما شيامبينو:
| شركـات طيـران | الوجهات |
| ------------- | --- |
| رايان إير     | مطار الملكة علياء الدولي، مطار أثينا الدولي، مطار براتيسلافا الدولي، مطار هنري كواندا الدولي، مطار بودابست فرانز ليست الدولي، Cagliari، مطار بروكسل شارلروا الجنوب، مطار إدنبرة، مطار فاس سايس الدولي، مطار كراكوف، مطار لشبونة، مطار ليفربول، مطار لندن ستانستد، مطار مالطا الدولي، مطار مانشستر، مطار مراكش المنارة الدولي، Paphos، مطار بورتو الدولي، Poznań، مطار الرباط سلا الدولي، مطار إشبيلية، مطار صوفيا، مطار تالين، مطار طنجة ابن بطوطة الدولي، Thessaloniki، مطار تيرانا الدولي (تبدأ في 31 أكتوبر 2023)، مطار وارسو مودلين، مطار فروتسواف موسمي: Corfu، East Midlands ‏، Rhodes |
| ويز للطيران   | مطار نيكولا تسلا في بلغراد، مطار كلوج نابوكا الدولي، Craiova، مطار ياش الدولي، مطار سكوبية الدولي، مطار صوفيا |
| Lauda Europe  | عارض: مطار لندن ستانستد |
| Aliserio      | عارض: مطار بولونيا |
| Buzz          | عارض: مطار صوفيا، مطار كراكوف |

### الشحن
| شركـات طيـران     | الوجهات           |
| ----------------- | ----------------- |
| دي إتش إل للطيران | مطار لايبزيغ هاله |